# Tineja
Tineja (lat. Neotinea), biljni rod iz porodice kaćunovki kojemu pripada 5 vrsta gomoljastih geofita u Europi i sjevernoj Africi. U Hrvatskoj raste pjegava tineja (Neotinea maculata)

## Vrste
1. Neotinea conica (Willd.) R.M.Bateman
2. Neotinea lactea (Poir.) R.M.Bateman, Pridgeon & M.W.Chase
3. Neotinea maculata (Desf.) Stearn
4. Neotinea tridentata (Scop.) R.M.Bateman, Pridgeon & M.W.Chase
5. Neotinea ustulata (L.) R.M.Bateman, Pridgeon & M.W.Chase

## Sinonimi
- Odontorchis D.Tyteca & D.Klein; J. Eur. Orch. 40(3): 540 (2008)
- Tinea Biv.; Giorn. Sci. Sicilia 50: 205 (1835), nom. illeg.